# Napoleon Ludwik Bonaparte
Napoleon Ludwik Bonaparte, fr. Napoléon Louis, Prince français, Altesse Impériale, hol. Napoleon Lodewijk Bonaparte, Lodewijk II, koning van Holland (ur. 11 października 1804 w Paryżu, zm. 17 marca 1831 w Forlì) – drugi (średni) syn Ludwika Bonaparte i Hortensji de Beauharnais oraz brat Napoleona III. Wielki książę Bergu w latach 1809-1813.

## Życiorys
Po śmierci najstarszego brata Napoleona Ludwika Karola (1807) Napoleon Ludwik był do roku 1810 następcą tronu Królestwa Holandii i po abdykacji ojca przez krótki czas był królem Holandii jako Ludwik II, przed aneksją Holandii przez Francję. W roku 1809 stryj Napoleon I przemeblował swe marionetkowe monarchie: szwagier Joachim Murat został wysłany jako król do Neapolu, a jego niemieckie księstwa Kleve i Berg przekazane pięcioletniemu bratankowi, za którego jako regentka rządziła matka, królowa Hortensja. Po utracie tych księstw w roku 1813 mały książę, zwany teraz hrabia de Flahaut, udał się na wygnanie do Włoch.
23 lipca 1827 Napoleon Ludwik poślubił we Florencji swą kuzynkę Szarlottę, córkę stryja Józefa Bonaparte. Małżeństwo pozostało bezdzietne. Na krótko przed śmiercią Napoleon Ludwik wraz z bratem Napoleonem III brał udział w powstaniu karbonariuszy przeciw Państwu Kościelnemu.
Mimo tego, że tak krótko żył, zdziałał wiele: otworzył w miejscowości Serravezza wydawnictwo i drukarnię z drukarkami skonstruowanymi według własnych szkiców i prowadził przedsiębiorstwo jako dyrektor; przetłumaczył na francuski Życie Agrykoli Tacyta i Historię Sacco di Roma, napisaną w 1527 r. przez Jacopo Buonapartego, oraz napisał Historię Florencji, opublikowaną po jego śmierci w 1833 r.
Pochowany jest wraz ze starszym bratem i ojcem w Saint-Leu-la-Forêt we Francji.